# Thyene similis
Thyene similis là một loài nhện trong họ Salticidae.
Loài này thuộc chi Thyene. Thyene similis được Wanda Wesołowska & Antonius van Harten miêu tả năm 2002.